# Марија Темрјуковна
Марија Темрјуковна (рус. Мари́я Темрюко́вна, око 1544 — Александровскаја слобода, 1. септембар 1569) била је черкезијска (кирказијска) кнегиња и друга супруга Ивана IV Грозног, цара Руског царства.

## Биографија
Марија је рођена као ћерка владара Кабардије Темрјука, под именом Ајдар Темрјуку бин Гуешчене, позната и као кнегиња Кученеј.
Након смрти прве супруге, руски цар Иван IV Грозни је у друштву Ајдариног оца Темрјука у Москви упознао ову кнегињу. Према руском народном предању, Иванова прва супруга (Анастасија Романовна) је, на самрти, упозорила Ивана да не узима супругу паганске религије. Иван је био толико погођен Маријином љепотом, да је одлучио одмах да се ожени. Брак је закључен четири дана пре 31. Ивановог рођендана, 21. августа 1561. године. Уз чин вјенчања обављено је и крштење нове руске царице гдје је добила ново хришћанско име, Марија.
Многи историчари се слажу да је Иван убрзо зажалио због одлуке да се ожени, а разлог је био што је његова нова жена сматрана неписменом и осветољубивом. Она никада није била у потпуности интегрисана у московски начин живота, те је третирана као сиромашна маћеха Ивановим синовима Ивану и Фјодору. Марија је 21. марта 1563. родила сина Василија, који је име добио по њеном тасту, Ивановом оцу Василију, а који 3. маја исте године преминуо. Генерално, према Марији највећа мржња је долазила од њене дворске свите, јер су вјеровали да се она понаша извјештачено и пречесто манипулише људима. Неки историчари сматрају да је управо она подстакла свог мужа да формира опричнике.
Умрла је 1. септембра 1569. године у 25. години живота. Иванови непријатељи су шпекулисали да је царица отрована по његовом налогу, што је сам цар касније више пута демантовао.